# 内藤祐希
内藤 祐希（ないとう ゆうき、2001年2月16日 - ）は、新潟県長岡市出身の女子プロテニス選手。WTAランキング自己最高位はシングルス169位、ダブルス224位。右利き、バックハンド・ストロークは両手打ち。開志国際高等学校卒業。亀田製菓所属。

## 来歴

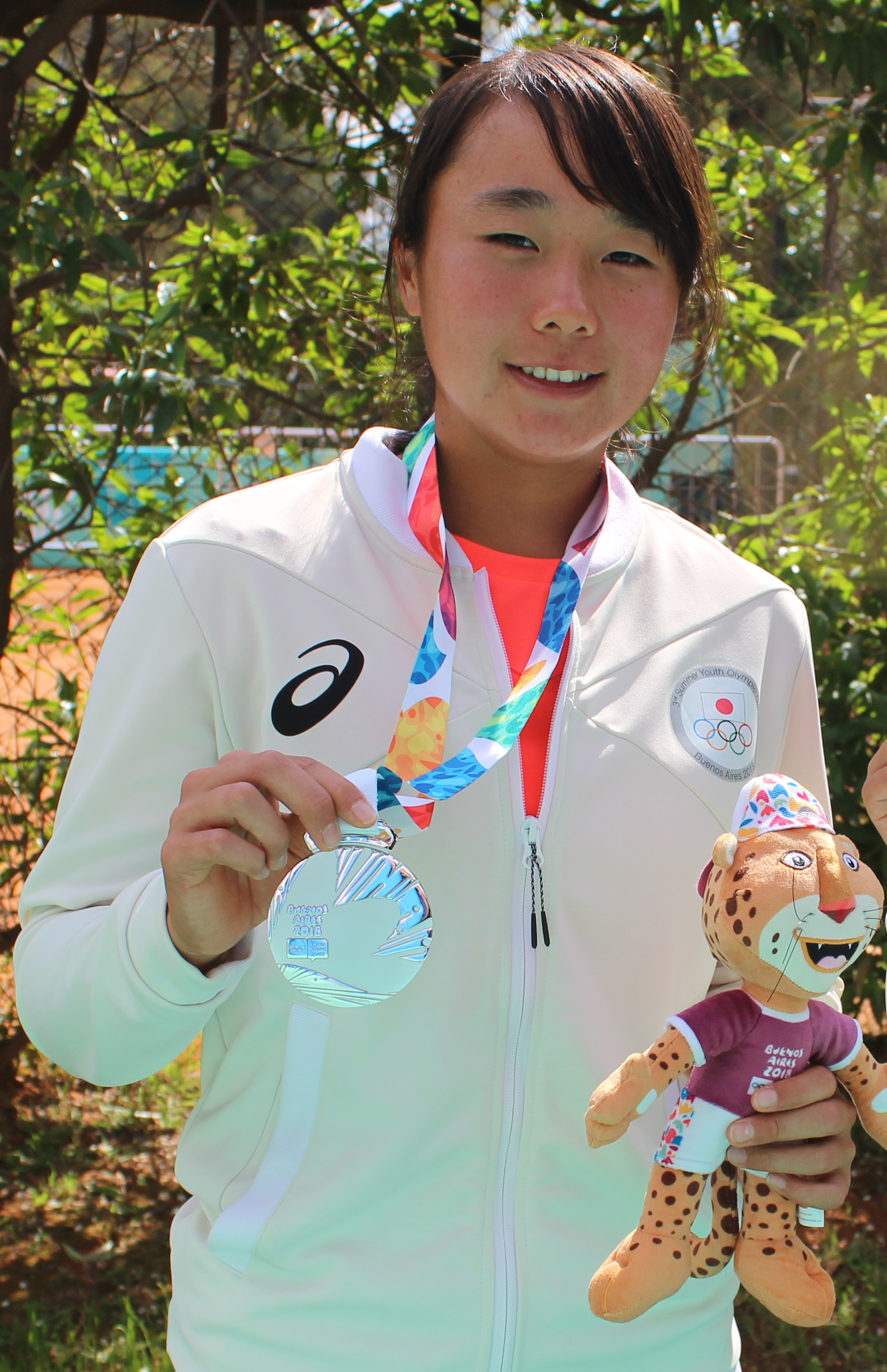
2018年の内藤祐希

### アマ時代
新潟大学附属長岡小学校2年の時にテニスを始めた。その後、新潟大学附属長岡中学校、開志国際高等学校を卒業した。
2018年6月にはフランスで開催された2018年全仏オープンジュニアに出場し、佐藤南帆と組んだ女子ダブルスで準優勝した。同年10月にはアルゼンチンで開催されたユースオリンピックに出場し、佐藤南帆と組んだ女子ダブルスで準優勝、田島尚輝と組んだ混合ダブルスで優勝した。女子シングルスではベスト8だった。

### プロ転向後
2019年春にプロ転向し、新潟県に本社を置く亀田製菓と所属契約を締結した。
2019年2月にはトルコのITFアンタルヤで優勝し、ITF女子ワールドテニスツアー初優勝を飾った。17歳での初体験だった。同年6月にはドイツのITFカルテンキルヒェンで優勝、同年7月にはイタリアのITFトリノで優勝、同年8月にはタイのITFノンタブリーで優勝、同年9月にはイタリアのITFプーラで優勝した。
2020年全豪オープンでは四大大会に初参加し、予選2回戦で敗れた。2021年3月にはアルゼンチンのITFブエノスアイレスで優勝した。